# Antonina Lébedeva
Antonina Vassílievna Lébedeva (rus: Антонина Васильевна Лебедева) (Bakunin, uiezd de Novotorjski, governació de Tver, Imperi Rus, 29 de març de 1916 - districte de Bólkhovski, óblast d'Oriol, RSFS de Rússia, 17 de juliol de 1943) va ser una militar russa, aviadora de combat soviètica durant la Segona Guerra Mundial. Va ser una de les poques dones que va abatre un avió, concretament un Bf 109 alemany l'any 1943, abans de ser morta en combat durant la batalla de Kursk.

## Primers anys
Lébedeva va néixer el 29 de març de 1916, al poble de Bakunin, al uiezd de Novotorjski (actual districte de Kuvxínovski) de la governació de Tver, a l'Imperi Rus. Coneguda com a «Tònia», la seva família es va traslladar més tard a Moscou i, després d'acabar l'escola, es va convertir en estudiant de Biologia a la Universitat Estatal de Moscou. També va esdevenir membre del club de vol Dzerjinski de Moscou i es va encaminar a ser instructora.

## Segona Guerra Mundial
El 1941, després de la invasió alemanya de la Unió Soviètica, que va portar a la potència euroasiàtica a la Segona Guerra Mundial, es va unir a la Força Aèria Soviètica. Concretament es va unir al 586è Regiment d'Aviació de Caces, un regiment de defensa antiaèria compost exclusivament per pilots de caça femenines, i se li va assignar combatre avions de combat de la Luftwaffe alemanya sobre la ciutat de Saràtov. Després de guanyar la seva designació de combatent, va ser transferida al 434è Regiment d'Aviació de Caces. Des del 10 de setembre de 1942 va participar en la batalla de Stalingrad defensant els cels de la ciutat fins al 3 d'octubre de 1942, quan va ser transferida per participar en la propera ofensiva Velikie-Luki. El desembre de 1942, Lébedeva i el seu company d'ala van ser abatuts poc després d'haver abatut, al seu torn, un avió alemany. No obstant això, la parella soviètica va sobreviure i va tornar ràpidament a combatre.
El 10 de gener de 1943 va participar en una dogfight en la qual es va enfrontar sola a dos combatents alemanys, destruint un Bf 109, però el seu avió va patir greus danys durant el procés i es va veure obligada a aterrar d'emergència mentre estava sent atacada, aterrant fora de l'aeroport sobre el fuselatge del seu avió. El 22 de febrer de 1943 va rebre l'Orde de la Guerra Patriòtica en 2n grau per la seva valentia en la batalla i, quan va rebre la medalla, havia registrat gairebé 1.500 hores de vol, havent participat en tres batalles aèries i aconseguit 12 sortides. A principis de maig de 1943 va ser ascendida al rang de tinent i el 9 de maig va ser traslladada al 65è Regiment d'Aviació de Combat de Guàrdies per lluitar al front de Briansk. El 12 de juliol va ser enviada a lluitar en la batalla de Kursk com a part d'una ofensiva soviètica.

### Mort
Durant la batalla nocturna del 17 de juliol de 1943, mentre pilotava una missió de combat amb tres caces més, Lébedeva i els seus companys van ser emboscats per un grup de 30 avions alemanys. En conseqüència van quedar ràpidament desbordats i abatuts, van desaparèixer i es van donar per morts.
El 1982, un grup d'infants en edat escolar d'Oriol estaven investigant informes en relació amb el lloc d'un accident al poble de Betovo, al districte de Bólkhovski, óblast d'Oriol, quan van descobrir les restes d'una pilot, juntament amb un paracaigudes, pistola, ganivet i documents. Tot i que inicialment es va creure que l'avió en qüestió pertanyia al Regiment de Normandia-Niemen (una unitat francesa que servia al front oriental), es va demostrar que els objectes recuperats pertanyien a Lébedeva, inclosos el seu llibre de registre i el seu document mèdic, targeta que duia el seu nom. Així mateix, es va confirmar que el número de sèrie de la metralladora recuperada de les restes de l'avió pertanyia a l'avió de Lébedeva en el moment de la seva desaparició. L'excomandant del 1r Cos de Guàrdies Aèries, el tinent general Ievgueni Beletski, va assistir a la cerimònia funerària de Lébedeva i va aportar la confirmació de fonts arxivístiques que va ser allà on Lébedeva va realitzar l'última sortida en missió de combat.
La tomba de Lébedeva es troba al sovkhoz «Viazovski», una antiga granja estatal situada al districte de Bólkhovski, on es va instal·lar un obelisc commemoratiu com a marcador de la sepultura.